# 30th L'Anniversary LIVE
『L'Arc〜en〜Ciel 30th L'Anniversary LIVE』（ラルク アン シエル サーティース ラニバーサリー ライブ）は、日本のロックバンド、L'Arc〜en〜Cielが2022年に開催したコンサート。

## コンサート

### 概要
「L'Arc〜en〜Ciel 30th L'Anniversary LIVE」は、L'Arc〜en〜Cielが2022年5月21日・22日に東京ドームで開催した、バンド結成30周年を記念したライブ。L'Arc〜en〜Cielの東京ドーム公演は、2018年12月に開催したライブ「L'Arc〜en〜Ciel LIVE 2018 L'ArChristmas」以来約3年5ヶ月ぶりとなった。
本公演は、タイトルが示すようにL'Arc〜en〜Cielのバンド結成30周年を記念したライブとなっている。また、本公演は、開催の約1年前となる2021年5月から開催した「30th L'Anniversary Starting Live "L'APPY BIRTHDAY!"」や「30th L'Anniversary TOUR」といったライブ・ツアーを経て行われた、いわば集大成となる記念公演であり、＜結成30周年を締めくくる最高のフィナーレ＞というコンセプトのもと、ライブ制作が行われている。
ステージセットは、外野スタンド側に設置されたメインステージと、内野スタンド側に設置されたサブステージの2つが用意された。なお、当初メンバーは2021年に開催したライブツアー「30th L'Anniversary TOUR」から引き続き、今回もセンターステージを組むことを考えていたという。hydeは公演前に収録したインタビューの中で「本当はセンター（ステージ）でやりたかったんですよ」と述べている。また、tetsuyaは「今回は、直前まで野球の試合があって。スケジュール的にセンターステージが組めなかったってだけで。その野球のスケジュールとか、もうちょっと余裕があれば、東京ドームでもセンターステージを組むことは可能でした」と語っている。
セットリストには、「虹」「HONEY」「Driver's High」「READY STEADY GO」「MY HEART DRAWS A DREAM」「X X X」といったL'Arc〜en〜Cielの代表曲を中心に、インディーズ時代の楽曲を含め、近年演奏されなくなった楽曲が多数組み込まれている。また、ライブ開催前には、特設サイトにてファンから演奏曲のリクエストを募集しており、本公演で披露された楽曲のいくつかは、このリクエストから選ばれたものとなっている。なお、投票結果は現在まで未発表となっている。今回演奏した楽曲では、「finale」が約22年ぶり、「予感」が約18年ぶり、「LOST HEAVEN」が約17年ぶり、「Sell my Soul」「星空」が約14年ぶりのライブ披露となっている。また、本公演では「Singin' in the Rain」も披露されている。この曲は1998年の音源発表以降、ほとんどライブで演奏されていなかった楽曲であり、本公演で約24年ぶりの演奏となった。
ライブグッズは、Tシャツやリストバンドといった定番アイテムから、メンバープロデュースのグッズが販売されている。他にも、老舗の食品メーカー、不二家の人気商品「ミルキー」とコラボレーションした商品「Milky〜en〜Ciel」が販売されている。ちなみに、この商品の包装表面には＜ラルクーの意味は虹＞と印字されているが、これはミルキーのキャッチコピーの＜ミルキーはママの味＞を捻ったものとなっている。また、30周年を記念したオリジナルシャンパン&フルートグラスが受注生産限定で通信販売されている。さらに、この公演では、tetsuya監修のオリジナルカスタムカー「L'Arcar（読み：ラルカー）」をプレゼントする企画が行われた。この施策は、オリジナルアプリ『ラルくじ』でくじを合計10回引いた者を対象としたキャンペーンとなっており、応募者の中から抽選で1名に、この車がプレゼントされた。なお、この車はTOYOTA・VM180ザガートの中古車をカスタムしたモデルとなっており、監修したtetsuyaが実際に試乗を行ったうえで車種を選定したという。
また、2022年12月23日0時から、本公演の裏側に密着したライブドキュメンタリー番組『L'Arc〜en〜Ciel 30th L'Anniversary』が、OTTプラットフォーム、Amazon Prime Videoにて217の国と地域で配信されている。この番組は、＜30周年記念ライブの表と裏＞の両面が見られる2話構成となっており、1話目には本公演のライブ映像が、2話目には「L'Arc〜en〜Ciel Documentary of 30th L'Anniversary LIVE」と題し、開催の約1ヶ月前に始まったリハーサルの様子や各メンバーのインタビューなどが収録されている。ちなみに、配信開始の約3週間前となる2022年12月1日には、公式YouTubeアーティストチャンネル及びPrime Videoチャンネルにて、約1分の予告編映像が公開されている。

### 演奏曲
| 演奏順 | 5月21日                | 5月22日                |
| ------ | ---------------------- | ---------------------- |
| 1      | ミライ                 | ミライ                 |
| 2      | READY STEADY GO        | READY STEADY GO        |
| 3      | New World              | New World              |
| 4      | SEVENTH HEAVEN         | SEVENTH HEAVEN         |
| 5      | Lies and Truth         | Lies and Truth         |
| 6      | 叙情詩                 | 瞳の住人               |
| 7      | X X X                  | X X X                  |
| 8      | fate                   | fate                   |
| 9      | finale                 | finale                 |
| 10     | MY HEART DRAWS A DREAM | MY HEART DRAWS A DREAM |
| 11     | Driver's High          | Driver's High          |
| 12     | Pretty girl            | Pretty girl            |
| 13     | STAY AWAY              | STAY AWAY              |
| 14     | HONEY                  | HONEY                  |
| 15     | いばらの涙             | いばらの涙             |
| 16     | Shout at the Devil     | Shout at the Devil     |
| 17     | Sell my Soul           | Singin' in the Rain    |
| 18     | LOST HEAVEN            | LOST HEAVEN            |
| 19     | 星空                   | 星空                   |
| 20     | FOREVER                | FOREVER                |
| 21     | 予感                   | 予感                   |
| 22     | Blurry Eyes            | Blurry Eyes            |
| 23     | GOOD LUCK MY WAY       | GOOD LUCK MY WAY       |
| 24     | 虹                     | 虹                     |

### その他
- チケット料金は全席指定W会員[注 2]シート22,000円（SS席メモリアルグッズ付）、SS席22,000円（SS席メモリアルグッズ付）、S席16,500円（S席メモリアルグッズ付）、A席11,000円。システム手数料はSS席・S席990円、A席880円。
- なお、ライブ開催直前に座席位置が変更されている[6]。これは、当初のSS席の数が3300席だったにもかかわらず、1日の公演で7200席分販売していたことにより発生したものとなっている[6]。そのため、W会員シートに変更はないが、SS席がアリーナ後方の座席からアリーナ後方もしくは1Fスタンド前方の座席へ、S席が1Fスタンド席から1Fスタンド後方もしくは2Fスタンド前方の座席へ、A席がバルコニーもしくは2Fスタンド席から2Fスタンド後方以降の座席へと変更されることになった。この急な変更を受け、SNSや消費者庁には当件に関する苦情の声が相次ぎ[6]、2023年2月16日に消費者庁は景品表示法上の優良誤認にあたるとして、ライブ運営会社を含む3社（株式会社オン・ザ・ライン、株式会社ボードウォーク、マーヴェリック・ディー・シー株式会社）に対し、再発防止などを求める措置命令を出している[6][7]。その後、所属事務所のマーヴェリック・ディー・シー株式会社より返金対応が発表され、2023年10月31日まで受付が実施された[8]。

## 30th L'Anniversary LIVE OPENING BGM
2020年に開催したライブツアー「ARENA TOUR MMXX」、2021年に開催したライブ「30th L'Anniversary Starting Live "L'APPY BIRTHDAY!"」「30th L'Anniversary TOUR」に続いて、会場の開場時に流れるBGMを各メンバーが選曲している。選曲したプレイリストは音楽ストリーミングサービス、SpotifyとApple Musicにおいて一斉公開された。
2021年9月から開催したライブツアー「30th L'Anniversary TOUR」の開場時に流すBGMは、各会場で1980年代・1990年代・2000年代の年代で分けたプレイリストを各メンバーが作成していたが、今回のプレイリストに共通の選曲テーマは存在しない。ただ、hydeは、2022年6月からソロ名義で開催する対バンツアー「HYDE LIVE 2022 RUMBLE FISH」に出演する日本人アーティストの楽曲を中心にプレイリストを作成している。また、kenは、本公演の会場が東京ドームであることにちなんでか、「Tokyo」というワードが入ったアーティスト名もしくは曲名の楽曲を中心にプレイリストを作成している。
| #   | タイトル              | 作詞 | 作曲・編曲 | アーティスト名                 |
| --- | --------------------- | ---- | ---------- | ------------------------------ |
| 1.  | 「Happy Song」        |      |            | ブリング・ミー・ザ・ホライズン |
| 2.  | 「BURN IT」           |      |            | フィーバー333                  |
| 3.  | 「Monster feat.HYDE」 |      |            | スターセット                   |
| 4.  | 「BLACK MEMORY」      |      |            | THE ORAL CIGARETTES            |
| 5.  | 「ENVY」              |      |            | coldrain                       |
| 6.  | 「Fantasista」        |      |            | Dragon Ash                     |
| 7.  | 「PARTY PARTY」       |      |            | TOTALFAT                       |
| 8.  | 「No Love In LA」     |      |            | パレイ・ロイヤル               |
| 9.  | 「金色グラフティー」  |      |            | ROTTENGRAFFTY                  |
| 10. | 「Devil's Party」     |      |            | Crossfaith                     |
| 11. | 「hedonist.」         |      |            | CVLTE                          |
| 12. | 「NAME」              |      |            | NOISEMAKER                     |

| #   | タイトル                            | 作詞 | 作曲・編曲 | アーティスト名             |
| --- | ----------------------------------- | ---- | ---------- | -------------------------- |
| 1.  | 「Tokyo Tokyo」                     |      |            | Dエセックス                |
| 2.  | 「Tokyo Town」                      |      |            | Sarah                      |
| 3.  | 「My Private Tokyo ("12" Version)」 |      |            | ヴィシャス・ピンク         |
| 4.  | 「Night Over Tokyo」                |      |            | シャカタク                 |
| 5.  | 「Tokyo Girl」                      |      |            | エイス・オブ・ベイス       |
| 6.  | 「Midnight In Tokyo」               |      |            | ワイ・アンド・ティー       |
| 7.  | 「Tokyo Joe」                       |      |            | ブライアン・フェリー       |
| 8.  | 「Tokyo」                           |      |            | アレクサンドラ・スタン     |
| 9.  | 「Tokyo」                           |      |            | フロック・オブ・シーガルズ |
| 10. | 「Kamata Hollywood City」           |      |            | ザ・ガン・クラブ           |
| 11. | 「Night of the Blade」              |      |            | トーキョー・ブレイド       |
| 12. | 「Life in Tokyo」                   |      |            | ジャパン                   |
| 13. | 「If Heaven Is Hell」               |      |            | トーキョー・ブレイド       |
| 14. | 「Over Tokyo」                      |      |            | コレクティヴ・ソウル       |

| #   | タイトル                                     | 作詞 | 作曲・編曲 | アーティスト名                     |
| --- | -------------------------------------------- | ---- | ---------- | ---------------------------------- |
| 1.  | 「The Crying Game - From "The Crying Game"」 |      |            | ボーイ・ジョージ                   |
| 2.  | 「Calling You」                              |      |            | ホリー・コール                     |
| 3.  | 「Blackstar」                                |      |            | デヴィッド・ボウイ                 |
| 4.  | 「Why You Wanna Trip on Me」                 |      |            | マイケル・ジャクソン               |
| 5.  | 「All by Myself」                            |      |            | エリック・カルメン                 |
| 6.  | 「Maneater」                                 |      |            | ダリル・ホール&ジョン・オーツ      |
| 7.  | 「Pressure」                                 |      |            | ビリー・ジョエル                   |
| 8.  | 「Condemnation」                             |      |            | デペッシュ・モード                 |
| 9.  | 「Tonight I'm Falling」                      |      |            | ティー・エヌ・ティー               |
| 10. | 「Possession」                               |      |            | バッド・イングリッシュ             |
| 11. | 「Love Bites - Remastered 2017」             |      |            | デフ・レパード                     |
| 12. | 「Rescue Me」                                |      |            | サーティー・セカンズ・トゥ・マーズ |
| 13. | 「Fire Fire」                                |      |            | EZO                                |

| #   | タイトル                            | 作詞 | 作曲・編曲 | アーティスト名                   |
| --- | ----------------------------------- | ---- | ---------- | -------------------------------- |
| 1.  | 「Running Up That Hill」            |      |            | メグ・マイヤーズ                 |
| 2.  | 「Daughter of Lucifer」             |      |            | セイント・アグネス               |
| 3.  | 「Nobody Asked Me (If I Was Okay)」 |      |            | スカイ・フェレイラ               |
| 4.  | 「Feels Right」                     |      |            | Biig Piig                        |
| 5.  | 「Cherry」                          |      |            | クロマティックス                 |
| 6.  | 「Gospel For A New Century」        |      |            | イヴ・トゥモア                   |
| 7.  | 「Arpeggi」                         |      |            | ケリー・リー・オーウェンス       |
| 8.  | 「Black swan」                      |      |            | トム・ヨーク                     |
| 9.  | 「How to Get What You Want」        |      |            | イリース・トルウ                 |
| 10. | 「bad guy」                         |      |            | ビリー・アイリッシュ             |
| 11. | 「It's No Good」                    |      |            | デペッシュ・モード               |
| 12. | 「Only Shallow」                    |      |            | マイ・ブラッディ・ヴァレンタイン |
| 13. | 「sad day」                         |      |            | FKAツイッグス                    |

## ライブドキュメンタリー番組『L'Arc〜en〜Ciel 30th L'Anniversary』
2022年12月23日0時から、本公演の裏側に密着したライブドキュメンタリー番組『L'Arc〜en〜Ciel 30th L'Anniversary』が、OTTプラットフォーム、Amazon Prime Videoにて217の国と地域で配信された。この番組は、＜30周年記念ライブの表と裏＞の両面が見られる2話構成となっており、1話目には本公演のライブ映像が、2話目には「L'Arc〜en〜Ciel Documentary of 30th L'Anniversary LIVE」と題し、開催の約1ヶ月前に始まったリハーサルの様子や各メンバーのインタビューなどが収録されている。さらに2023年1月18日から同年3月19日までの期間限定で、＜Episode: 1＞でカットされていた楽曲「Singin' in the Rain」を収めたスペシャルエディションが配信されている。
ちなみにtetsuyaは、この番組の配信に際して「僕たちL'Arc〜en〜Ciel結成30周年の集大成となる記念ライブの映像とその舞台裏に迫ったドキュメンタリー映像がPrime Videoで世界配信されることになり、とても光栄に思っています。今回Prime Videoとパートナーシップを組めた事で、世界中に居るファンの方々に僕たちの最新の映像をお届け出来ることをとても嬉しく思います」とコメントを寄せている。また、プライム・ビデオのジャパンカントリーマネージャーである児玉隆志は「日本だけでなく世界中で人気があるL'Arc〜en〜Cielの魂のこもった音楽と、パワフルなステージが作られるまでのドキュメンタリーを、世界中のPrime Videoのお客様にお届けすることができて光栄に思います」とコメントしている。
- Episode: 1 / L'Arc〜en〜Ciel 30th L'Anniversary LIVE

ライブ映像を収めた、いわばライブの表側を映した第1話。
結成30周年を記念して行ったライブ「30th L'Anniversary LIVE」のライブ映像。
広大な会場を活かした壮麗な光の演出の全貌を堪能できる映像となっている。
映像は、2022年5月22日に行われた2日目公演の模様を中心に構成されているが、2日目のセットリストのうち「Pretty girl」｢いばらの涙」「Singin' in the Rain」「予感」の4曲はカットされている。
- Episode: 2 / L'Arc〜en〜Ciel Documentary of 30th L'Anniversary LIVE

ライブ前後のバンドの動きに密着したドキュメンタリー映像を収めた、いわばライブの裏側を映した第2話。
結成30周年を記念して行ったライブ「30th L'Anniversary LIVE」の公演に向けて約1ヶ月前から始まったリハーサルなどの舞台裏に撮影クルーが密着。スタジオ内の雰囲気や、ライブ本番直前の表情、メンバーの心の奥に迫るインタビューなどを収めたドキュメンタリー映像となっている。ナレーターは声優の朴璐美が担当している。
- Episode: 3 / L'Arc〜en〜Ciel 30th L'Anniversary LIVE -Special Edition-

結成30周年を記念して行ったライブ「30th L'Anniversary LIVE」のライブ映像のスペシャル版。<Episode: 1>でカットされていた「Singin' in the Rain」のライブ映像を追加収録したスペシャルエディションとなっている。2023年1月18日から同年3月19日までの期間限定で公開された。

## DVD・Blu-ray
2024年3月27日発売。発売元はKi/oon Music。
本作品は、2022年5月21日・22日に開催したライブ「30th L'Anniversary LIVE」の模様を収録したライブビデオである。
フィジカルはBlu-ray Disc及びDVDの2種類で発売され、初回限定盤（2BD＋2CD＋PHOTOBOOK＋GOODS）、Blu-ray通常盤（2BD）、DVD通常盤（3DVD）の3形態でリリースされた。なお、全形態に、公演の約1ヶ月前から行われたリハーサルなどに密着したドキュメンタリー映像が収められたBlu-rayもしくはDVDが付属している。なお、完全生産限定盤はアナログレコード風のデザインを施した30cm四方のスペシャルパッケージ仕様になっている。また、完全生産限定盤にはライブ音源を収録した2枚組CDが同梱され、初日公演でのみ披露された「叙情詩」「Sell my Soul」のライブ映像がエクストラトラックとして追加収録されている。さらに、フォトブックと、公演当日のステージを模したアクリルジオラマも封入されている。そして、本作発売の約2ヶ月前の2024年1月26日から、完全生産限定盤の早期予約キャンペーンが開始されている。同年2月25日までに予約することで、「30th L'Anniversary LIVE 記念SPECIAL GUESTラミネートパス」が特典としてプレゼントされた。
本作のリリースプローションとして、リリースから4日後の2024年3月31日から4日間にわたり、音楽ストリーミングサービス、SpotifyのCanvas機能を活用した企画が実施されている。なお、この企画は、特定の楽曲を再生するとライブ「30th L'Anniversary LIVE」の映像が流れるものになっている。なお、「星空」「FOREVER」「予感」「Blurry Eyes」「GOOD LUCK MY WAY」「虹 (Album Version)」の計6曲を再生すると、その曲をライブで披露している模様が曲に合わせて再生される。

### 収録曲

#### DVD, Blu-ray Disc

##### Disc1
- DVD版は本編を2枚に、BD版は1枚に収録。DVD版は「FOREVER」以降がDisc 2となる。

1. ミライ
2. READY STEADY GO
3. New World
4. SEVENTH HEAVEN
5. Lies and Truth
6. 瞳の住人
7. X X X
8. fate
9. finale
10. MY HEART DRAWS A DREAM
11. Driver's High
12. Pretty girl
13. STAY AWAY
14. HONEY
15. いばらの涙
16. Shout at the Devil
17. Singin' in the Rain
18. LOST HEAVEN
19. 星空
20. FOREVER
21. 予感
22. Blurry Eyes
23. GOOD LUCK MY WAY
24. 虹

[完全生産限定盤 EXTRA TRACKS]
1. 叙情詩
2. Sell my Soul

##### Disc2
- DVD版ではDisc 3となる。

1. Documentary of 30th L'Anniversary LIVE

#### 完全生産限定盤付属CD
『30th L'Anniversary LIVE』
| #   | タイトル                   | 作詞 | 作曲・編曲 |
| --- | -------------------------- | ---- | ---------- |
| 1.  | 「ミライ」                 |      |            |
| 2.  | 「READY STEADY GO」        |      |            |
| 3.  | 「New World」              |      |            |
| 4.  | 「SEVENTH HEAVEN」         |      |            |
| 5.  | 「Lies and Truth」         |      |            |
| 6.  | 「瞳の住人」               |      |            |
| 7.  | 「X X X」                  |      |            |
| 8.  | 「fate」                   |      |            |
| 9.  | 「finale」                 |      |            |
| 10. | 「MY HEART DRAWS A DREAM」 |      |            |
| 11. | 「Driver's High」          |      |            |
| 12. | 「Pretty girl」            |      |            |

| #   | タイトル                | 作詞 | 作曲・編曲 |
| --- | ----------------------- | ---- | ---------- |
| 1.  | 「STAY AWAY」           |      |            |
| 2.  | 「HONEY」               |      |            |
| 3.  | 「いばらの涙」          |      |            |
| 4.  | 「Shout at the Devil」  |      |            |
| 5.  | 「Singin' in the Rain」 |      |            |
| 6.  | 「LOST HEAVEN」         |      |            |
| 7.  | 「星空」                |      |            |
| 8.  | 「FOREVER」             |      |            |
| 9.  | 「予感」                |      |            |
| 10. | 「Blurry Eyes」         |      |            |
| 11. | 「GOOD LUCK MY WAY」    |      |            |
| 12. | 「虹」                  |      |            |